# Estação Plaza Miserere
A Estação Plaza Miserere é uma das estações do Metro de Buenos Aires, situada em Buenos Aires, entre a Estação Alberti e a Estação Loria. Faz parte da Linha A e faz integração com a Linha H através da Estação Once - 30 de Diciembre.
Foi inaugurada em 01 de dezembro de 1913. Localiza-se no cruzamento da Avenida Rivadavia com a Avenida Pueyrredón, a Rua Ecuador e a Rua Bartolomé Mitre. Atende o bairro de Balvanera.
Existe transbordo com o Ferrovia Domingo Faustino Sarmiento.
Se encontra localizada debaixo da popular Plaza Miserere. A zona da estação é uma zona comercial, e em suas imediações se encontram o Hospital Francês e a estação Once de Septiembre da Ferrovia Sarmiento. Esta estação pertenceu ao primeiro trecho da linha A inaugurado em 1 de dezembro de 1913, que unia está estação e a estação Plaza de Mayo.
Em 1997 esta estação foi declarada Monumento Histórico Nacional.